# Uttar Champamura
Uttar Champamura es una ciudad censal situada en el distrito de Tripura occidental en el estado de Tripura (India). Su población es de 11359 habitantes (2011). Se encuentra a 5 km de Agartala, la capital del estado.

## Demografía
Según el censo de 2011 la población de Uttar Champamura era de 11359 habitantes, de los cuales 5893 eran hombres y 5466 eran mujeres. Uttar Champamura tiene una tasa media de alfabetización del 90,38%, superior a la media estatal del 87,22%: la alfabetización masculina es del 93,26%, y la alfabetización femenina del 87,30%.